# Гербест, Бенедикт
Бенедикт Гербест (настоящая фамилия — Зелинский, Зеленевич или Зелевич; пол. Benedict Herbest; 1531, Новое Место, Русское воеводство, Корона Королевства Польского (ныне Самборский район Львовской области Украины) — 1593, Ярославль-на-Сане, Речь Посполитая (ныне Подкарпатское воеводство, Польша) — польский священник, иезуит, педагог, писатель-полемист, организатор польской школы XVI века, ректор Львовской городской школы (гимназии), иезуитского коллегиума в Ярославе, преподаватель Познанского иезуитского коллегиума, профессор Краковской академии. Доктор наук.

## Биография
Родился пятым ребёнком в многодетной семье малоземельного мещанина. Получил основательное домашнее образование, окончил начальную школу, после чего, благодаря материальной помощи соседей, обучался в краковской академии, где также учились три его брата: Бенедикт, Ян и Станислав. Получил степень бакалавра. По обычаю того времени, имя Бенедикта Гербеста было латинизировано в Гербестус Неаполитанус (Новое Мисто (рус. Новый Город, лат. Неаполис), а потому Гербеста прозвали Неаполитанчиком, ошибочно принимая его за уроженца Неаполя в Италии.
В 1550 в 19-летнем возрасте Львовский магистрат избрал Бенедикта Гербеста ректором городской школы (гимназии). Эту должность он занимал до 1553. С 1555 — руководил школой при костеле Божьей Матери в Кракове. Из-за споров с краковским архипресвитером Якубом Горским по вопросам Реформации в 1563 переехал в Познань и стал ректором Любранской коллегии. Позже преподавал в университете Познани (1563), был ректором Любранского коллегиума.
В 1559 получил степень магистра свободных искусств и стал преподавать в Краковском университете, с 1561 — доктор наук.
По приглашению гнезненского архиепископа Ян Пшерембского посетил его резиденцию в Скернявицах, где занимался обучением молодежи и написал ряд своих известных произведений: «Comptus …» (1559), «Arithmeticz linearis» (1560). В 1566 издал один из старейших католических катехизисов на польском языке — «Nauka prauego chrzescijanina». Позднее появилось его сочинения «Wiary Kościola rzymskiego wywody y greckiego niewolnistwa historia» (Выводы веры римской церкви и история греческой неволи до унии), написанной для обращения Руси и «Wypisanie drogi» (Описание дороги), в котором Гербест повествует о посещении в 1566 г. Львова и других городов Русского воеводства Речи Посполитой и выражает надежду на достижение унии с православной Церковью на условиях, выработанных Ферраро-Флорентийским собором.
В 1569 вступил в орден иезуитов, в 1571 отправился на учёбу в Рим в Collegium Romanum. В 1572 вернулся на родину и стал преподавать в иезуитской семинарии Пултуска. По приглашению сандомирского воеводы в 1574 выехал в Мальборк для обучения его сыновей и родственников.
В 1575—1576 преподавал в иезуитской коллегии в Ярославе, одном из главных центров прозелитской политики иезуитов на украинских землях.
Активный участником контрреформационного движения в Речи Посполитой. В 1583—1584 обращал православных в католичество, в том числе и насильственными методами.
В 1584 возглавлял иезуитскую миссию во Львове.